# Марксизам-лењинизам
Марксизам-лењинизам је термин који означава идеологију утемељену на Лењиновим и бољшевичким интерпретацијама учења и размишљања Карла Маркса и Фридриха Енгелса. Марксизам-лењинизам посебно је узео маха од 1920-их година пошто га је као своју темељну идеологију прихватила Комунистичка интернационала.

## Историјат термина
Марксизам-лењинизам је као засебну идеологију представио Стаљин у свом делу „Питања лењинизма“. За време владавине Стаљина, марксизам-лењинизам је био службена идеологија Совјетског Савеза.
Марксизам-лењинизам се заснива на централизованом, једнопартијском политичком систему, који ауторитарним методама тежи изградњи уређења социјалне правде. Постоје различите варијанте ове политичке идеологије у зависности од земље у којој се ова политичка идеологија јавила као владајућа.
Након совјетско-кинеског разлаза, комунистичке партије Совјетског Савеза и Кине, свака од њих тврдила је да је једини интелектуални наследник марксизма-лењинизма. У Кини је Мао Цедунг сматрао да је прилагодио марксизам-лењинизам кинеским условима, што је ускоро постало познато под термином „марксизам-лењинизам-маоизам“ или скраћено „маоизам“. Неке партије, попут Комунистичке партије Филипина или перуанске Светле стазе, промовисале су идеју да је маоизам напреднији стадијум марксизма.
У Северној Кореји, марксизам-лењинизам је службено напуштен још 1977. године у корист идеје Џуче. Међутим, до данас се ову земљу још увек убраја у табор „марксистичко-лењинистичких земаља“ због њеног карактеристичног једнопартијског политичког и етатистичког економског уређења.
У осталим данашњим једнопартијским земљама, Куби, Лаосу, Вијетнаму и Непалу (где маоисти чине значајан део владе), службена идеологија владајућих партија је марксизам-лењинизам, иако је свака од тих земаља теорију прилагодила условима праксе.

## Левичарска критика марксизма-лењинизма
Социјалдемократе, демократски социјалисти, анти-ауторитарни комунисти, анархисти и небољшевички марксисти не подржавају "марксистичко-лењинистички" приступ изградњи антикапиталистичког друштва.
Савремени марксисти сматрају "марксизам-лењинизам" искривљењем и изопачењем племенитих идеја Маркса и Енгелса о социјалној правди, јер они нису били против политичке демократије током изградње антикапитализма. У Критици Готског програма, Грађанском рату у Француској, Манифесту и другим радовима Маркс указује да се антикапиталистички преображај треба учинити у облику демократског политичког режима, те да је први циљ "освајање демократије".
У овим делима, Маркс на језгровит начин говори, између осталог, о држави, и даје скицу транзицијске државе која је демократска радничка власт. У тој скици, нема места за логоре, стрељање и протеривање. Антикапиталистичка изградња је супротна владавини партијске елите и аутократским односима у економској сфери. Маркс пише о томе да је ослобођење радништва дело самог радништва (а не мале конспиративне организације професионалних револуционара), о томе да је слобода појединца услов слободе свих, те о томе да је Париска комуна узор антикапиталистичке изградње.
У Грађанском рату у Француској Маркс анализира искуство Париске комуне из 1871. године и оцењује да је то коначно пронађени политички облик ослобођења радничке класе. „Коначно пронађени облик ослобођења радничке класе“ је власт која је развијала механизме директне демократије у политици и економији, која је увела радничко самоуправљање, поштовала различита, па и супротна политичка мишљења, те дозволила демократско такмичење различитих странака на изборима, која је претворила представничко тело у врховну власт, спојивши законодавну и извршну функцију у његовим рукама, те укинула стајаћу војску и бирократију.